# Engwilen
Engwilen ist eine ehemalige Ortsgemeinde der damaligen Munizipalgemeinde Wäldi und eine Ortschaft im Kanton Thurgau in der Schweiz. Engwilen gehört seit 1995 zur politischen Gemeinde Wäldi.

## Geographie
Engwilen liegt am Südhang des Seerückens nahe der Autobahn A7 Winterthur–Kreuzlingen.

## Geschichte
Zwischen 1301 und 1307 wurde das Dorf unter dem Namen Engwille urkundlich erwähnt. Im Mittelalter lag Engwilen am südwestlichen Rand der einstigen Bischofshöri und gehörte zur bischöflich-konstanzischen Obervogtei Gottlieben. Das Niedergericht Engwilen besassen bis 1798 die drei freien Engwiler Geschlechter Egloff, Engwiler und Meyer als Lehen des Bischofs von Konstanz. Eine Offnung 1532 regelte unter anderem die Verpflichtungen dem Bischofsstuhl gegenüber: Bei Reisen des Bischofs, zum Beispiel nach Rom, waren die Dorfbewohner verpflichtet, einen Säumer zu stellen (sogenanntes Sintlehen).
Das seit der Reformation mehrheitlich reformierte Engwilen gehört bis heute zur Pfarrei Lipperswil. Die wenigen katholischen Einwohner besuchten die Messe in der Pfarrei Homburg und sind seit 1869 in der katholischen Kirchgemeinde Kreuzlingen-Emmishofen integriert.
Im 19. Jahrhundert wurde der Ackerbau von Milchwirtschaft, Viehzucht und Obstbau abgelöst. 1955 liess sich die Metallbaufirma Paul Zöllig AG (heute Thur Metall AG) in Engwilen nieder. In jüngster Zeit hat sich das Dorf zur ländlichen Wohngemeinde gewandelt.

## Wappen

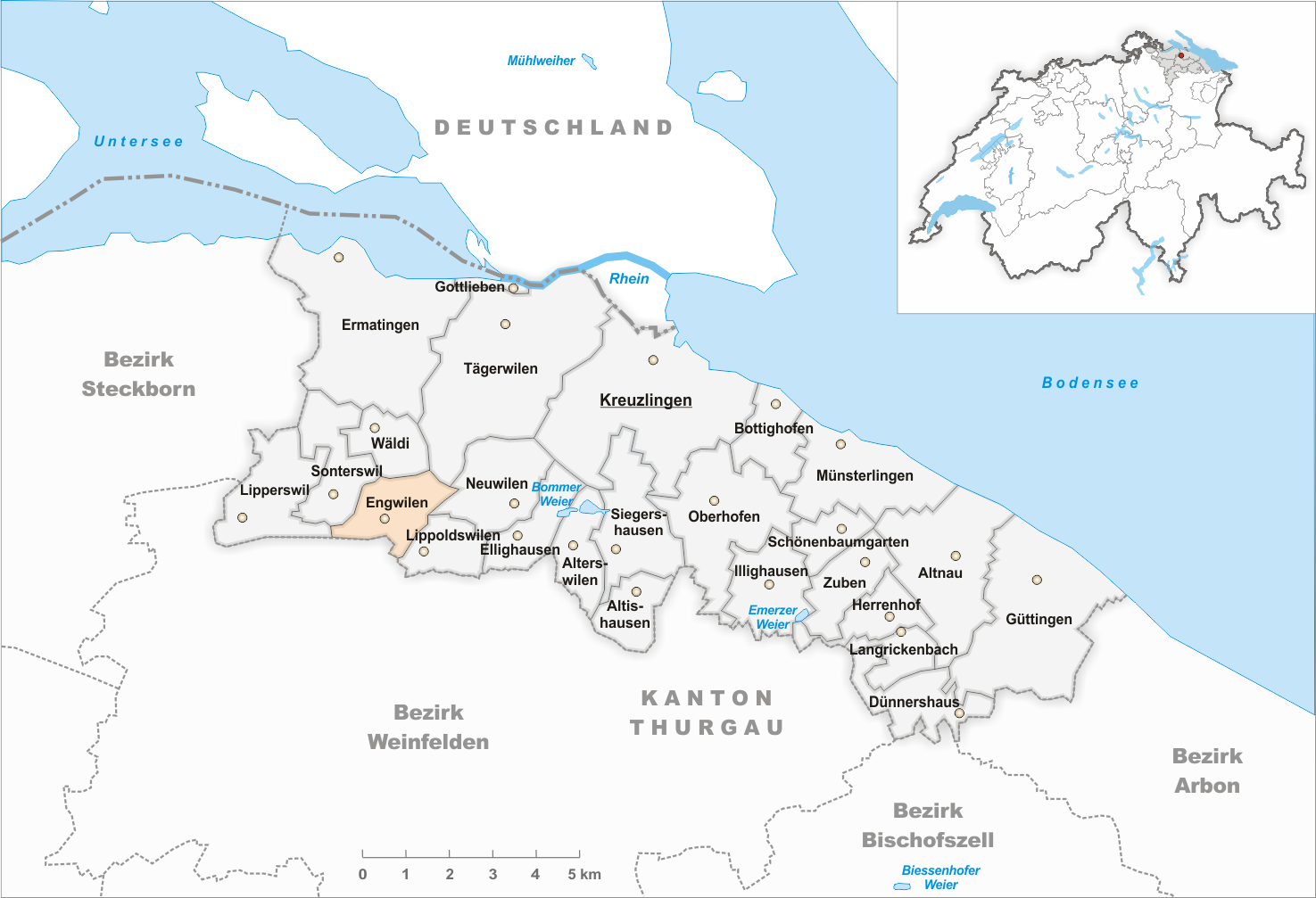
Gemeindestand vor der Fusion im Jahr 1995

Die Farben Rot und Weiss sind die des Bischofs von Konstanz, das Saumpferd erinnert an die Verpflichtung der Engwiler ihm gegenüber, und die drei Lindenblätter im Schildhaupt stellen die drei freien Geschlechter dar.

## Bevölkerung
| Jahr         | 1850 | 1900 | 1950 | 1990 | 2000  | 2010  | 2018  | 2023  |
| Ortsgemeinde | 161  | 163  | 175  | 170  |       |       |       |       |
| Ortschaft    |      |      |      |      | 167   | 165   | 210   | 247   |
| Quelle       |      |      |      |      | [ 4 ] | [ 5 ] | [ 2 ] | [ 6 ] |

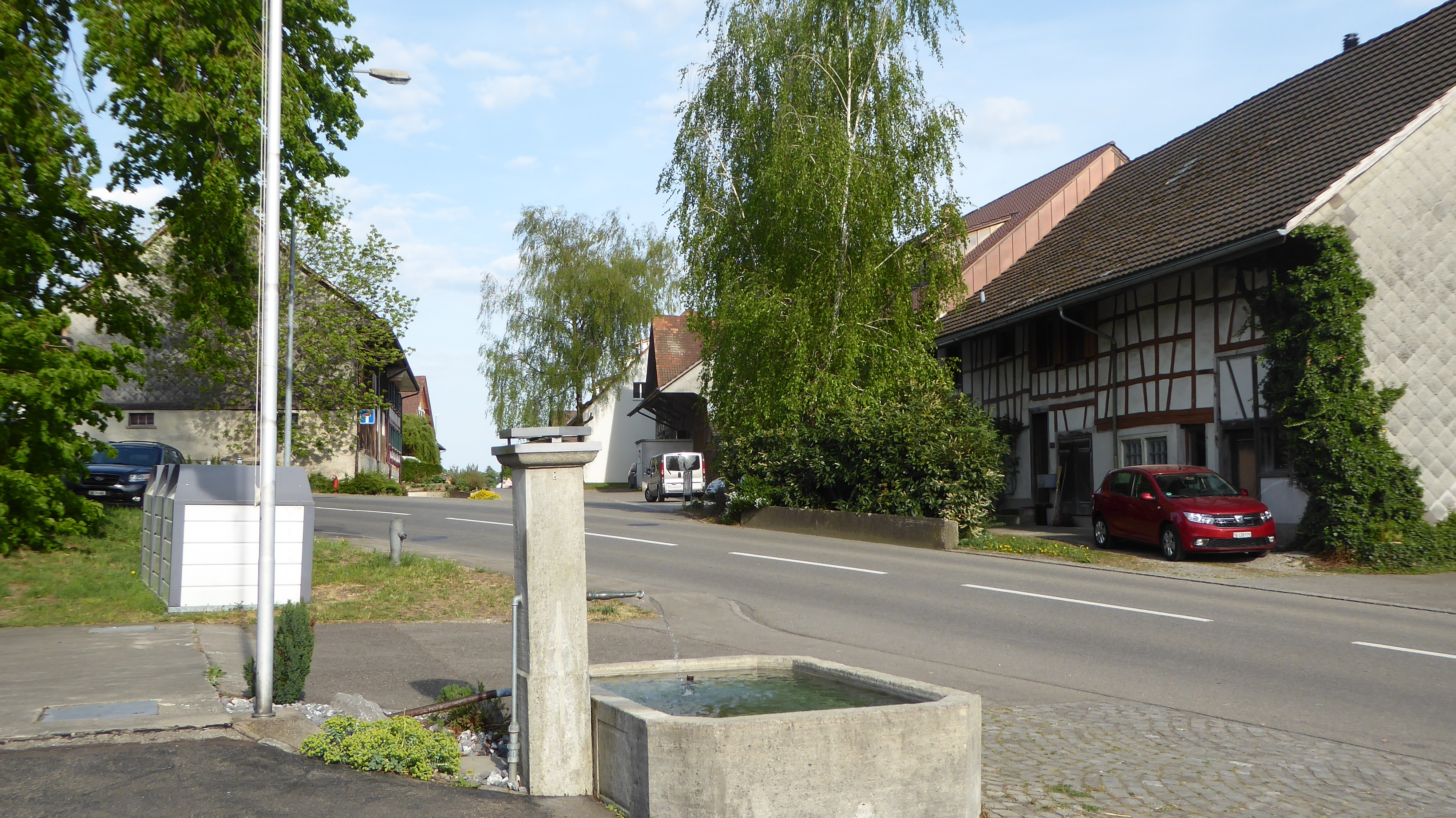
Dorfbrunnen in Engwilen

Von den insgesamt 247 Einwohnern der Ortschaft Engwilen am 31. Dezember 2023 waren 63 bzw. 25,5 % ausländische Staatsbürger. 77 (31,2 %) waren evangelisch-reformiert und 55 (22,3 %) römisch-katholisch.

## Bildung
Der Kindergarten sowie die Primarschule, welche die Kinder Engwilens besuchen, liegen in Sonterswil, die Sekundarschule in Wigoltingen.

## Wirtschaft
In Engwilen gibt es mehrere kleinere und grössere Gewerbe wie die Thur Metall AG, in welcher seit über fünfzig Jahren metallene Betriebs- und Lagereinrichtungen hergestellt werden. Zudem beherbergt Engwilen mehrere Schreinereien und Landwirtschaftsbetriebe, welche sich auf die Tierfutterproduktion oder auf die Schweinemästerei spezialisiert haben.